# Steinmetzmuseum Kaisersteinbruch

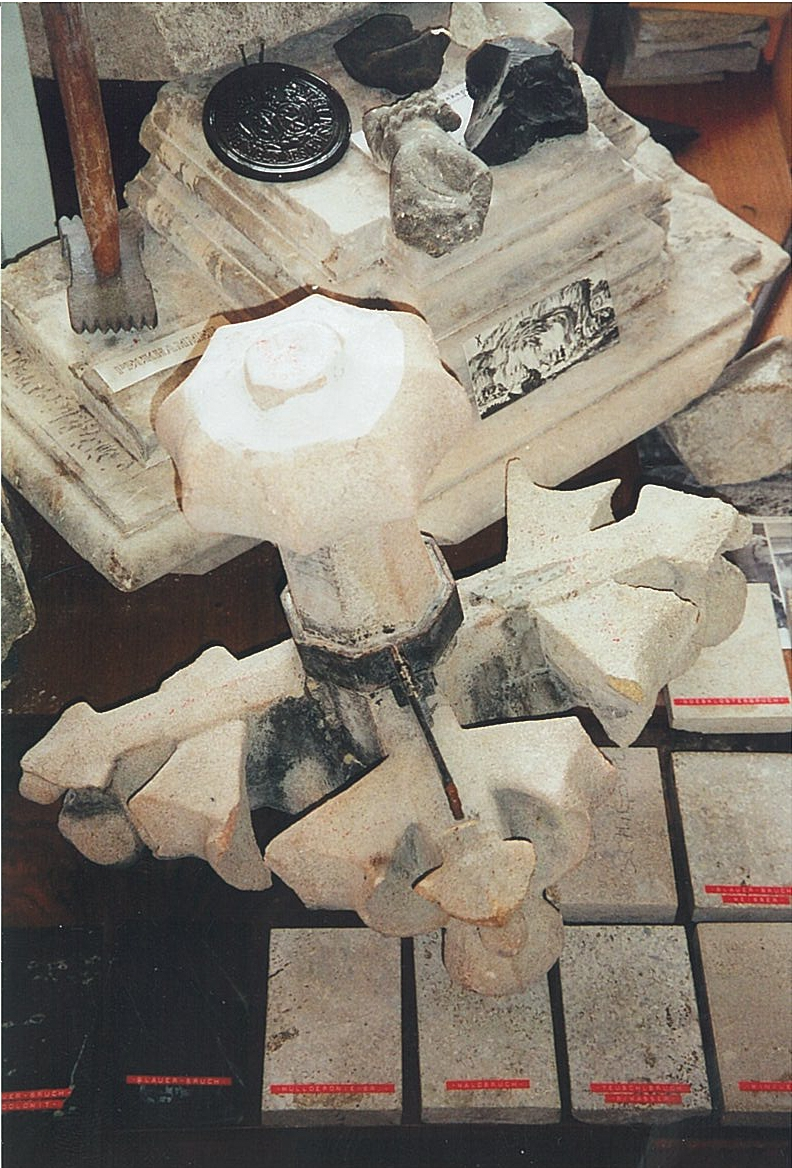
Lapidarium, Margarethener–, Breitenbrunner–, Kaiserstein

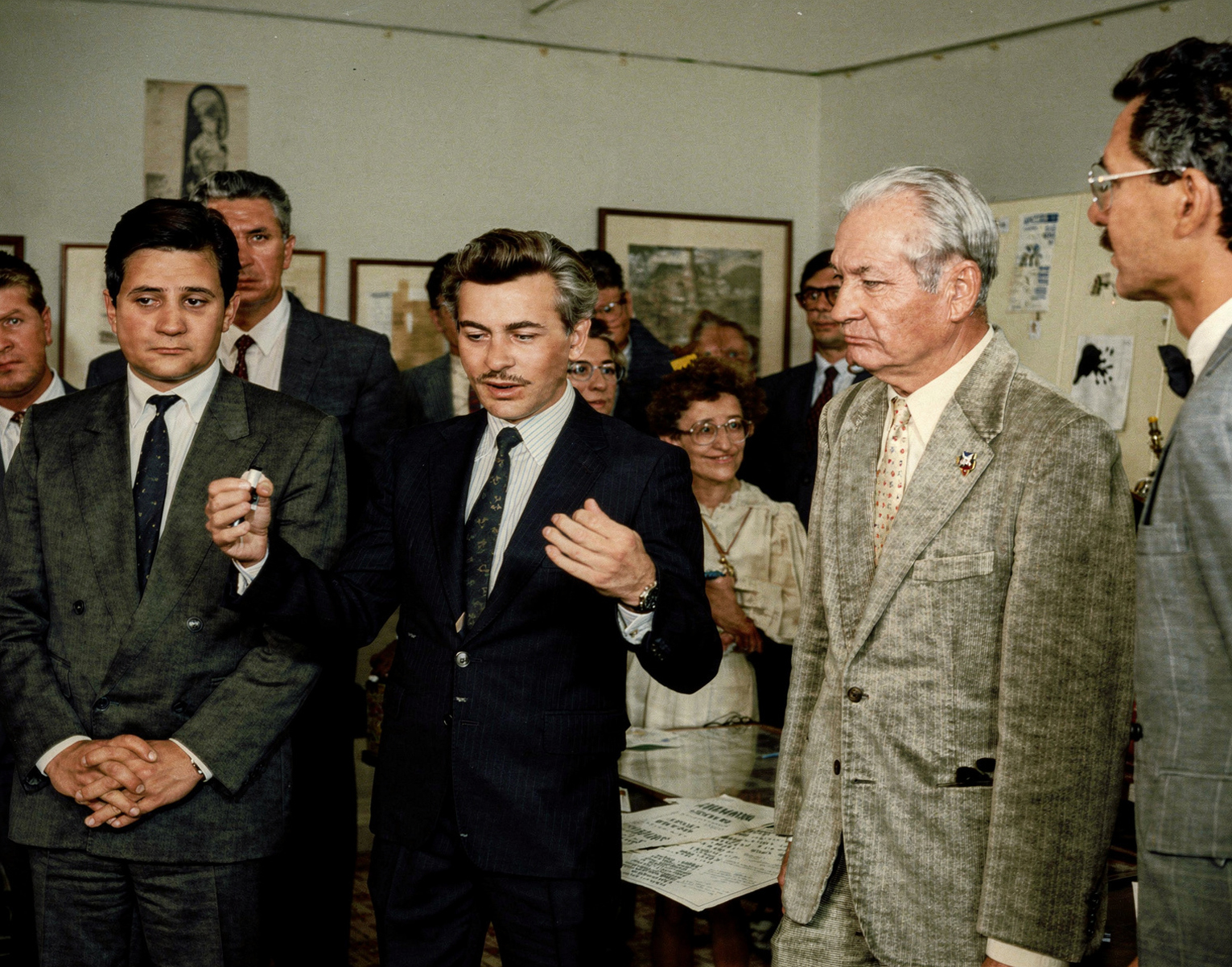
Eröffnung 24. Juni 1990

Das Steinmetzmuseum Kaisersteinbruch in der Ortschaft Kaisersteinbruch in der Großgemeinde Bruckneudorf wurde am 24. Juni 1990 von Helmuth Furch, Wiener Landeslehrer und Obmann des dortigen MuKV Kaisersteinbruch gegründet. Die 1939 von der Wehrmacht zwangsweise abgesiedelten Kaisersteinbrucher erhielten damit ein Zentrum, mit ihren geistigen und materiellen Beiträgen konnte das private Museum aufgebaut werden.

## Geschichte
Die Großgemeinde Bruckneudorf stellte einen Raum der ehemals zweiklassigen Schule zur Verfügung. Zur Ausstellung in diesem Klassenraum mit Schultischen der 1920er Jahre (teilweise noch mit versenktem Tintenfass), gelangten anfänglich Bestände, die in jahrelanger Sammler- und Forschertätigkeit zusammenkamen.
Die Eröffnung erfolgte durch Landeshauptmann Hans Sipötz, Bürgermeister Franz Schmitzhofer und Gemeinderäten, Steinmetzmeister Friedrich Opferkuh, für die Diözese Eisenstadt Prälat Josef Rittsteuer, für das Militär Msgr. Josef Wallner, ORF-Kulturredakteur Hans Rochelt mit seinem Team, die Kunstmaler Franz Rauscher und Karin Schuster. Die Künstlerin hatte einen Kaisersteinbrucher Bilder-Zyklus gemalt und die Festschrift mitgestaltet.

## Schausammlung

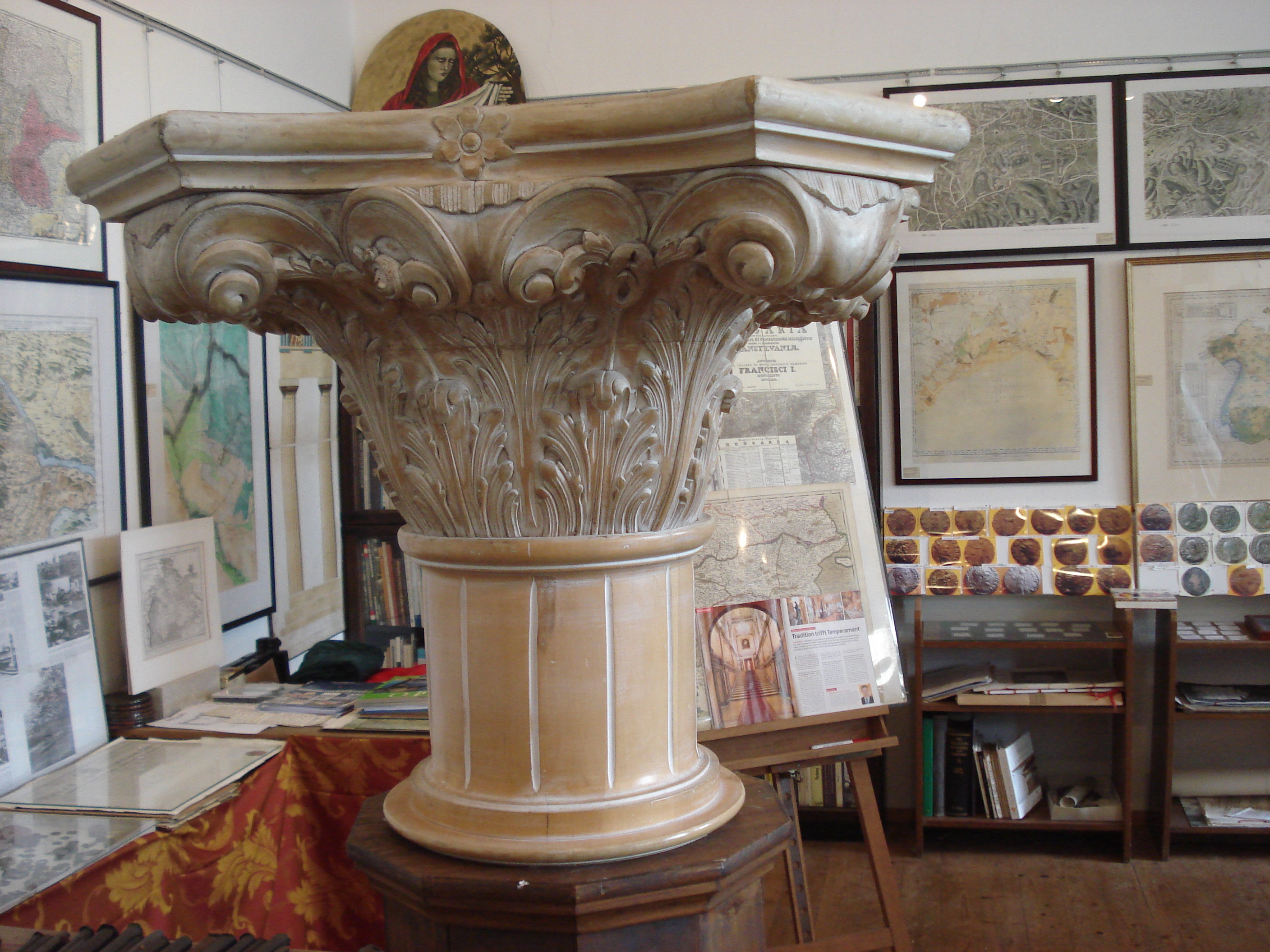
Korinthisches Kapitell, Karten- und Münzensammlung im Ausstellungsraum des Steinmetzmuseums Kaisersteinbruch

Das Museum ist einerseits Forschungszentrum, sowie Dokumentations- und Bildarchiv des hiesigen Steinmetzhandwerkes, und andererseits des Kriegsgefangenenlagers Stalag XVII A im Zweiten Weltkrieg und der nachfolgenden sowjetischen Besatzung in Kaisersteinbruch. Eine Münzsammlung aus dem Bereich der einstigen römischen Villa,  die ins 1. Jahrhundert vor Christus zurückreicht (begutachtet vom Archäologen Heinrich Zabehlicky), eine Kartensammlung – ab 1590, mit ersten Nennungen des Kayserlichen Steinbruches.
In der Mitte ein Lapidarium mit Zitaten von St. Stephan, als Leihgabe der Wiener Dombauhütte, eine Kreuzblume vom nördlichen Heidenturm (dreiseitig) mit Brandspuren, 2. Hälfte des 19. Jahrhunderts, aus St. Margarethener Kalksandstein, eine angearbeitete Fiale mit Krabben, versintert, vom nördlichen Heidenturm, 15. Jahrhundert, aus Leithakalksandstein. Detail eines zerstörten Altares der Kaisersteinbrucher Kirche aus Breitenbrunner Kalksandstein.
Kaiserstein vom Schloss Neugebäude, Schloss Schönbrunn, Albertina-Hofburg, Vermählungsbrunnen, Steinmuster der Brüche (Meister Opferkuh), Steinmetzwerkzeuge (Fritz Koresch), Fotoalben und ein Gästebuch als Beleg einheimischer und internationaler Besucher.

### Kaisersteinbrucher Steinmetz-Handwerk
Die Kaisersteinbrucher Meister wurden 1617 eine Viertellade der Wiener Neustädter Bauhütte mit eigener Abschrift der „Handwerksfreiheiten“. Kunstreich gestaltet die Handwerksordnung unter Kaiser Ferdinand III. mit gemaltem Bild der Zunftfahne. Um diese kaiserlichen Freiheiten bemühte sich der nobilitierte Hofbildhauer Pietro Maino Maderno und sein jüngerer Mitmeister Ambrosius Regondi bei Graf Otto Felician von Heissenstein, Regent der niederösterreichischen Lande.
Der Wirkungsbereich der Kaisersteinbrucher Zunft umfasste 1649 die „Marktflecken“ der Herrschaft Scharfenegg, Sommerein, Mannersdorf, Hof, und Au, weiters Maria Loretto, Winden, Jois und Kaisersteinbruch selbst.
Das bedeutet, dass jede Zunfthandlung, wie „Aufdingung“ (Aufnahme von Lehrlingen), „Freisprechung“ (zum Gesellen freisprechen) usw. vor offener Lade in Kaisersteinbruch abgehalten wurde. Dieses „Freisprechbuch der Steinmetzen und Maurer in Kaisersteinbruch“ dokumentiert die tatsächliche Bedeutung dieses Handwerks.
Die Handwerksordnungen können als Kopien im Museum studiert werden.

### Lehrbrief für Georg Koppitsch 1844

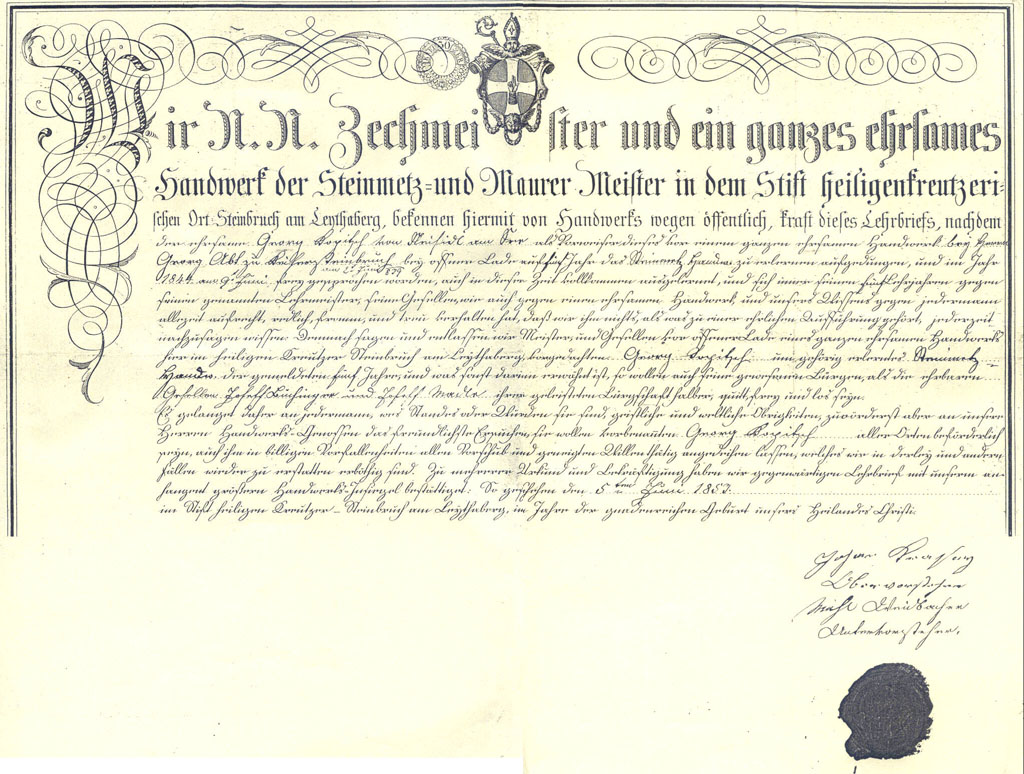
Lehrbrief von 1844

Das Steinmetzmuseum erwarb 1997 ein Originaldokument des eigenständigen Kaisersteinbrucher Steinmetz-Handwerkes, eine 1853 ausgestellte Bestätigung des Lehrbriefes von 1844, mit Unterschriften und großem Siegel „des ehrsamen Handwerks der Steinmetzen und Maurer allhier.“
Wir N.N. Zechmeister und ein ganzes ehrsames Handwerk der Steinmetz- und Maurermeister im Stift heiligenkreuzerischen Ort = Steinbruch am Leythaberg bekennen kraft dieses Lehrbriefs, nachdem der ehrsame Georg Koppitsch von Neusiedl am See bey Herrn Georg Abt zu Kaisersteinbruch am 2. Juni 1839 bei offener Lade auf 5 Jahr das Steinmetz-Handwerk zu erlernen aufgedungen und am 9. Juni 1844 freigesprochen worden, auch in dieser Zeit vollkommen ausgelernet … so sollen auch seine gewesenen Bürgen, die ehrbaren Gesellen Joseph Buchinger und Joseph Madle, ihrer geleisteten Bürgschaft halber, quitt, frei und los sein… gegenwärtigen Lehrbrief am 5. Juni 1653 mit unserem anhängend größern Handwerks-Insiegel bestätigt.
Johann Krasny, Obervorsteher
Michel Weidbacher, Untervorsteher
Hier ist die Gegenüberstellung der Ortsnamen zu beachten: Die Herrschaft befahl Heiligenkreuzer Ort – Steinbruch am Leithaberg, die Meister fügten Kaisersteinbruch in den Text hinzu.

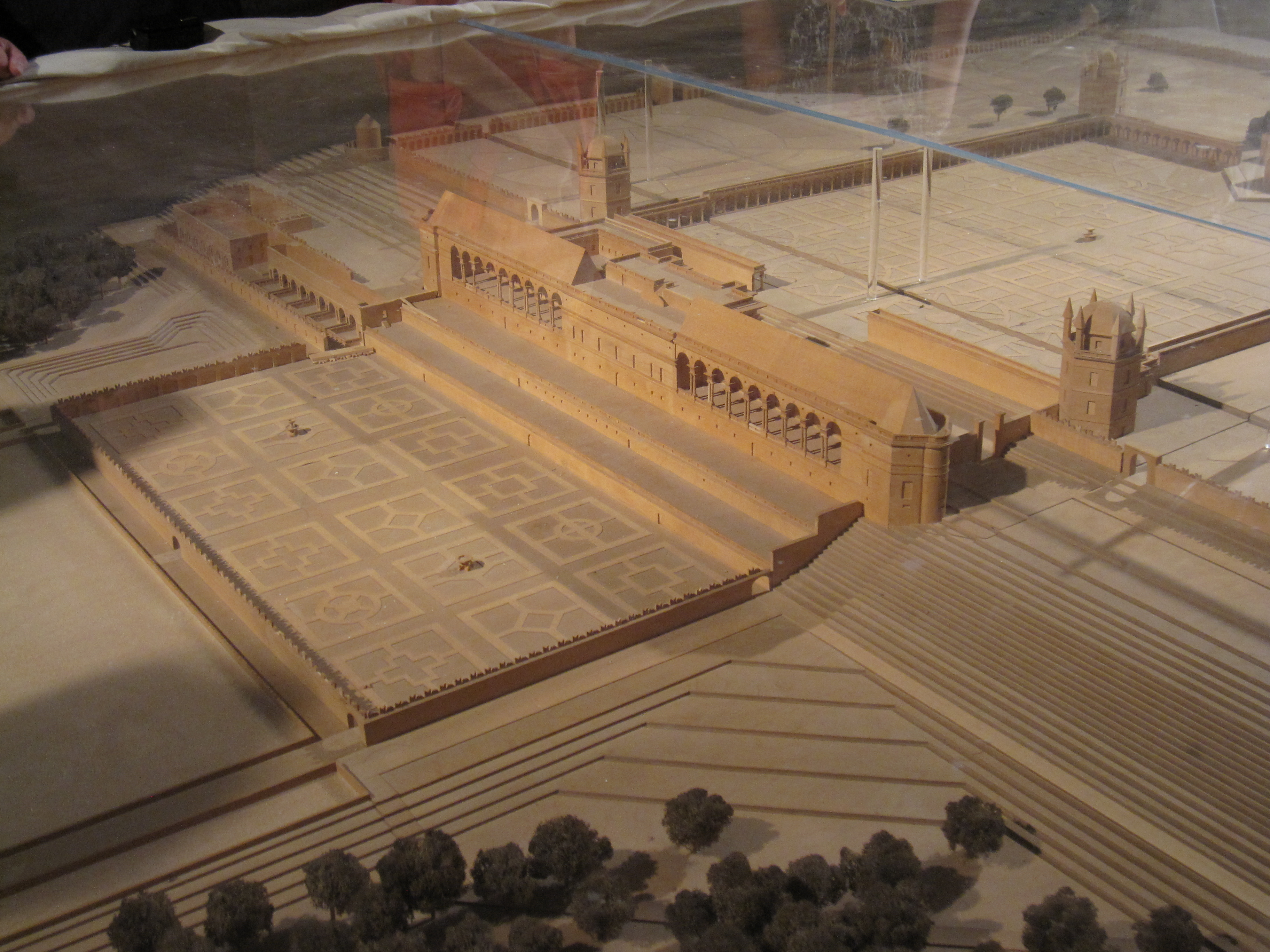
Holzmodell Schloss Neugebäude

### Holzmodell von Schloss Neugebäude
Für die Ausstellung „Fürstenhöfe der Renaissance“ 1990, im Kunsthistorischen Museum, Neue Burg, hatte Architekt Manfred Wehdorn ein Holzmodell von Schloss Neugebäude angefertigt. Wesentliche Teile davon wurden dem Museum als befristete Leihgabe 1993 zur Verfügung gestellt, da die Anfänge des Kaisersteinbrucher Steinmetzhandwerks eng mit dem Bau des Neugebäudes zusammenhängen.

## Ende der Sammlung Furch
Obmann Helmuth Furch hatte 2007 die Vereinsfunktion zurückgelegt, das Museum, sozusagen seine Sammlung, weiter betreut. Die Königshofer Münzensammlung wurde museal aufgearbeitet, Im Dorotheum konnten noch einige Schaustücke erworben werden, alte Landkarte, korinthisches Kapitell, eine kleine Bibliothek.

## Neueröffnung des Museums Kaisersteinbruch
Der Bürgermeister Gerhard Dreiszker und Obfrau Martina Watzek luden am 24. September 2014 zur Neueröffnung des Museums Kaisersteinbruch ein. Die Neuaufstellung der Sammlung führt durch 400 Jahre europäischer Kulturgeschichte, sie präsentiert einen Fundus an gemischten Objekten.